# Commander-in-Chief, North American Station

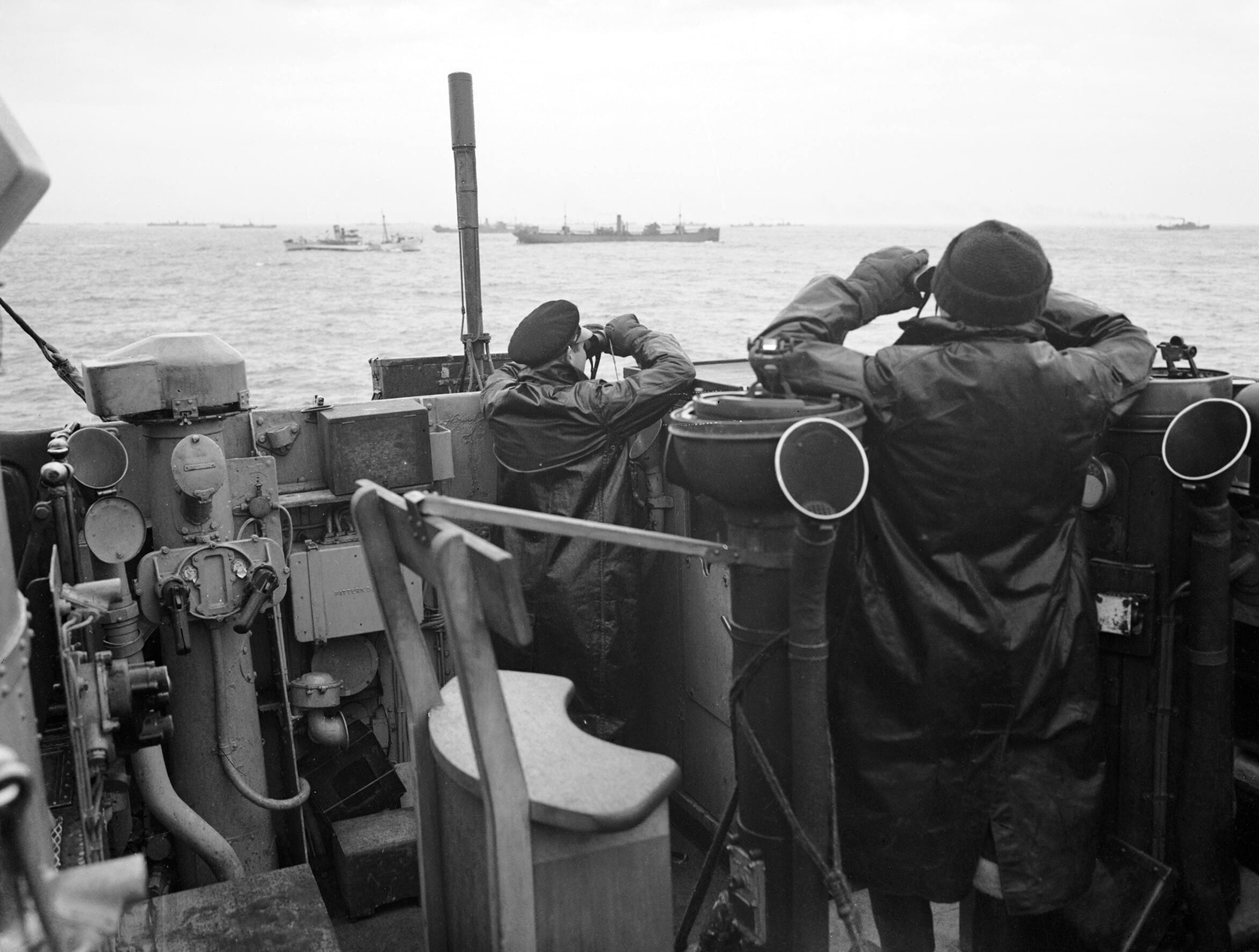
Guetteurs de U-boats sur un navire d'escorte pendant la deuxième bataille de l'Atlantique, octobre 1941.

Le Commander-in-Chief, North American Station, en français : commandant en chef, station d'Amérique du Nord, était le responsable militaire commandant la North America and West Indies Station de la Royal Navy britannique du milieu du XVIIIe au milieu du XXe siècle. 

## Commandants
Les commandants de la station navale ont été, par ordre chronologique,,,, :

### North American Station
- Commodore James Douglas (1746-1748)
- Commodore Charles Watson (1748-1749)

- Commodore Augustus Keppel (1751-1755)

- Commodore Lord Alexander Colville (novembre 1759 - octobre 1762)
- Commodore Richard Spry (octobre 1762 - octobre 1763)
- Rear Admiral Lord Alexander Colville (octobre 1763 - septembre 1766)
- Captain Joseph Deane, septembre 1766-novembre 1766  (Senior Captain)
- Captain Archibald Kennedy, novembre 1766-juillet 1767 (Senior Captain)
- Commodore Samuel Hood  (juillet 1767 - octobre 1770)
- Commodore James Gambier  (octobre 1770 - août 1771)
- Rear Admiral John Montagu (août 1771 - juin 1774)
- Vice Admiral Samuel Graves (juin 1774-janvier 1776)
- Vice Admiral Richard Howe (février 1776 - septembre 1778)
- Vice Admiral James Gambier (1778-1779)
- Vice Admiral John Byron (1779)
- Vice Admiral Marriot Arbuthnot (1779-1781)
- Vice Admiral Sir Thomas Graves (1781)
- Rear Admiral Robert Digby (1781-1783)
- Rear Admiral Sir Charles Douglas (1783-1785)
- Vice Admiral Sir Herbert Sawyer (1785-1789)
- Vice Admiral Sir Richard Hughes (1789-1792)
- Vice Admiral George Murray (1793-1796)
- Vice Admiral George Vandeput (1797-1800)
- Vice Admiral Sir William Parker (1800-1802)
- Vice Admiral Sir Andrew Mitchell (1802-1806)
- Vice Admiral Sir George Cranfield-Berkeley (1806-1807)
- Vice Admiral Sir John Warren (1807-1810)
- Vice Admiral Sir Herbert Sawyer (1810-1813)
- Admiral Sir John Warren (1813-1814)
- Vice Admiral Sir Alexander Cochrane (1814-1815)
- Vice Admiral Sir David Milne (1816)
- Vice Admiral Sir Edward Colpoys (1816-1821)

### North America and West Indies Station
- Vice Admiral Sir William Fahie (1821-1824)
- Vice Admiral Sir Thomas Lake (1824-1827)
- Vice Admiral Sir Charles Ogle (1827-1830)
- Vice Admiral Sir Edward Colpoys (1830-1832)
- Vice Admiral Sir George Cockburn (1832-1836)
- Vice Admiral Sir Peter Halkett (1836-1837)
- Vice Admiral Sir Charles Paget (1837-1839)
- Vice Admiral Sir Thomas Harvey (1839-1841)
- Vice Admiral Sir Charles Adam (1841-1844)
- Vice Admiral Sir Francis Austen (1844-1848)
- Vice Admiral Sir Thomas Cochrane (1848 - 1851)
- Vice Admiral Sir George Seymour (1851 - 1853)
- Vice Admiral Sir Arthur Fanshawe (1853-1856)
- Vice Admiral Sir Houston Stewart (1856-1860)
- Vice Admiral Sir Alexander Milne (1860-1864)
- Vice Admiral Sir James Hope (1864-1867)
- Vice Admiral Sir Rodney Mundy (1867-1869)
- Vice Admiral Sir George Wellesley (1869-1870)
- Vice Admiral Sir Edward Fanshawe (1870-1873)
- Vice Admiral Sir George Wellesley (1873-1875)
- Vice Admiral Sir Astley Key (1875-1878)
- Vice Admiral Sir Edward Inglefield (1878-1879)
- Vice Admiral Sir Francis McClintock (1879-1882)
- Vice Admiral Sir John Commerell (1882-1885)
- Vice Admiral Comte de Clanwilliam (1885-1886)
- Vice Admiral Sir Algernon Lyons (1886 - 1888)
- Vice Admiral Sir George Watson (1888-1891)
- Vice Admiral Sir John Hopkins (1891 - 1895)
- Vice Admiral Sir James Erskine (1895-1897)
- Vice Admiral Sir Jackie Fisher (1897-1899)
- Vice Admiral Sir Frederick Bedford (1899-1903)
- Vice Admiral Sir Archibald Douglas (1903-1904)
- Vice Admiral Sir Day Bosanquet (1904-1907)

Vacant (1907-1914)
- Vice Admiral Sir George Patey (1915-1916)
- Vice Admiral Sir Montague Browning (1916-1918)
- Vice Admiral Sir William Grant (1918-1919)
- Vice Admiral Sir Morgan Singer (1919)
- Vice Admiral Sir Trevylyan Napier (1919-1920)
- Vice Admiral Sir William Pakenham (1920-1923)
- Vice Admiral Sir Michael Culme-Seymour (1923-1924)
- Vice Admiral Sir James Fergusson (1924-1926)

### America and West Indies Station
- Vice Admiral Sir Walter Cowan (1926-1928)
- Vice Admiral Sir Cyril Fuller (1928-1930)
- Vice Admiral Sir Vernon Haggard (1930-1932)
- Vice Admiral Sir Reginald Plunkett (1932-1934)
- Vice Admiral Sir Matthew Best (1934-1937)
- Vice Admiral Sir Sidney Meyrick (1937-1940)
- Vice Admiral Sir Charles Kennedy-Purvis (1940-1942)
- Vice Admiral Sir Alban Curteis (1942-1944)
- Vice Admiral Sir Irvine Glennie (1944-1945)
- Vice Admiral Sir William Tennant (1946-1949)
- Vice Admiral Sir Richard Symonds-Tayler (1949-1951)
- Vice Admiral Sir William Andrewes (1951-1953)
- Vice Admiral Sir John Stevens (1953-1955)
- Vice Admiral Sir John Eaton (1955-1956)